# Christoph Schmitt (Ethnologe)
Christoph Schmitt (* 1956 in Hilders) ist ein deutscher Volkskundler / Europäischer Ethnologe und Hochschullehrer. Er war von 1999 bis 2022 Leiter der Wossidlo-Forschungsstelle für Europäische Ethnologie an der Universität Rostock. Seine Ehefrau ist die finnische Volkskundlerin Outi Tuomi-Nikula, die 2008 an der Universität Turku zur Professorin für das Fach "Cultural Heritage Studies" berufen wurde.

## Leben
Christoph Schmitt studierte Europäische Ethnologie und Kulturforschung, Kunstgeschichte und Neuere deutsche Literatur an der Universität Marburg. Hier wurde er 1992 mit einer Dissertation über Adaptionen klassischer Märchen im Kinder- und Familienfernsehen zum Dr. phil. promoviert. Die Arbeit wurde vom Marburger Universitätsbund ausgezeichnet.
1994 wurde er Lehrbeauftragter am Institut für Volkskunde der Universität Hamburg. 1996 kam er als Wissenschaftlicher Mitarbeiter im Rahmen des Drittmittelprojekts Enzyklopädie des Märchens der Göttinger Akademie der Wissenschaften an das Rostocker Wossidlo-Archiv. Seither hielt er auch volkskundlich-kulturwissenschaftliche Lehrveranstaltungen an der Universität Rostock. 1999 wurde er Leiter der als Institut für Volkskunde in die Universität eingegliederten Wossidlo-Forschungsstelle, die ehemals von der Berliner Akademie der Wissenschaften getragen worden war. Gastdozenturen im Rahmen des Erasmus-Programms führten ihn 2005, 2007 und 2010 an die Universität Turku in Finnland. Er verantwortete das von 2010 bis 2014 von der DFG geförderte Projekt WossiDiA, the Digital Wossidlo Archive.

## Auszeichnungen
- 2004 Förderpreis für Lehre der Universität Rostock
- 2021 Johannes-Gillhoff-Preis[3]
- 2025 Europäischer Märchenpreis[4]